# Nationaldenkmal am Veitsberg

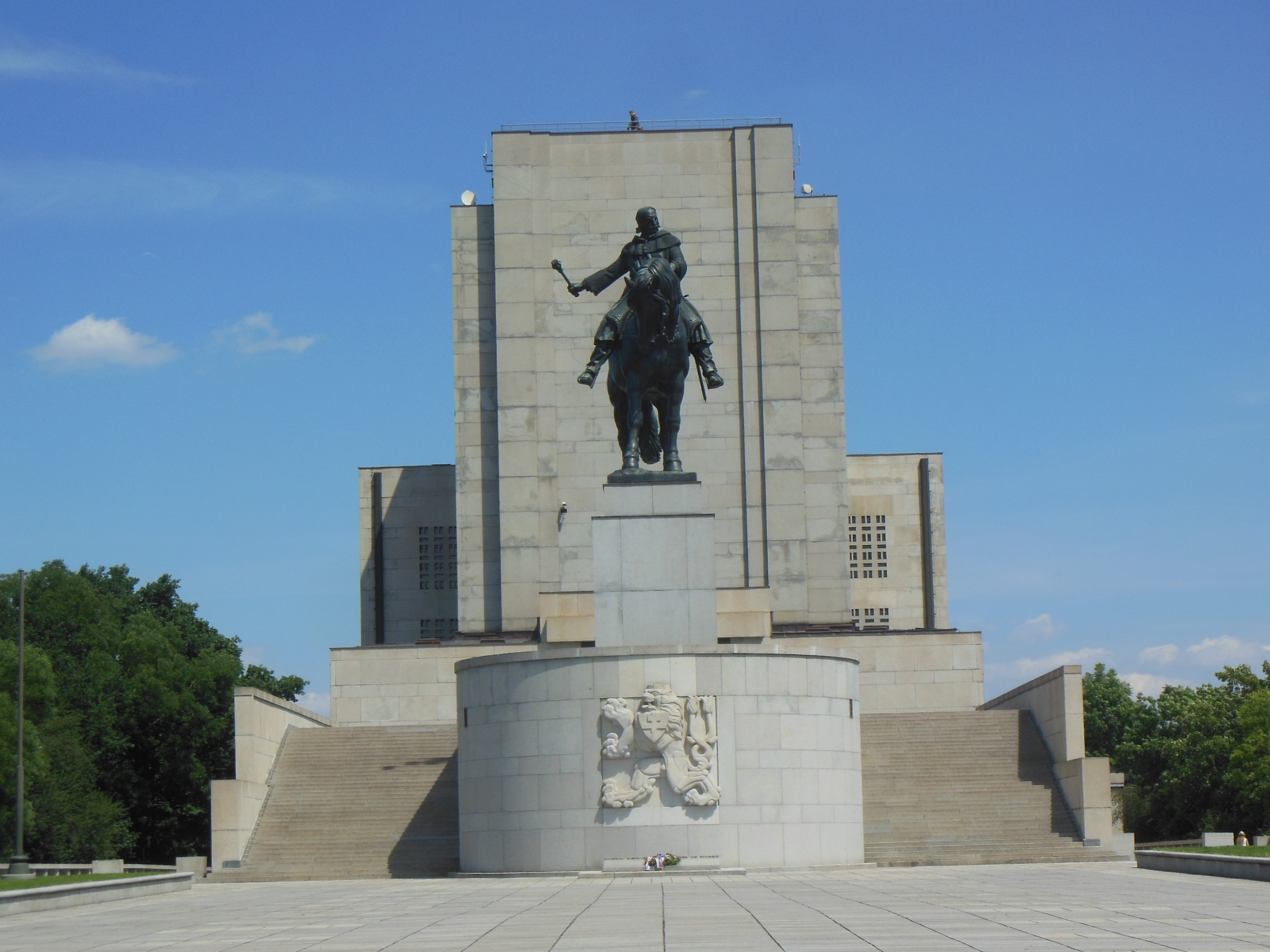
Das Nationaldenkmal am Veitsberg mit dem Reiterstandbild Jan Žižkas

Das Nationaldenkmal am Veitsberg (tschechisch Národní památník na Vítkově, auch als Žižka-Denkmal bezeichnet) ist ein patriotisches Monument zu Ehren des Hussitenführers Jan Žižka in Prag-Žižkov.

## Beschreibung
Das Nationaldenkmal auf dem Veitsberg (Vítkov) besteht aus einem 9 m hohen und 16,5 Tonnen schweren Reiterstandbild Jan Žižkas sowie aus einer dahinter anschließenden mehrstöckigen Ehrenhalle, welche innen mit Marmor verkleidet und insgesamt 31 m hoch ist. Die gesamte Anlage des Nationaldenkmals weist eine Länge von 143 m auf, daneben umfasst sie im Bereich von Reiterstandbild und Ehrenhalle zahlreiche unterirdische Räume, in denen u. a. das Grab des unbekannten Soldaten untergebracht ist. Das Žižka-Reiterstandbild gilt als eine der größten Bronzestatuen der Welt.

## Geschichte

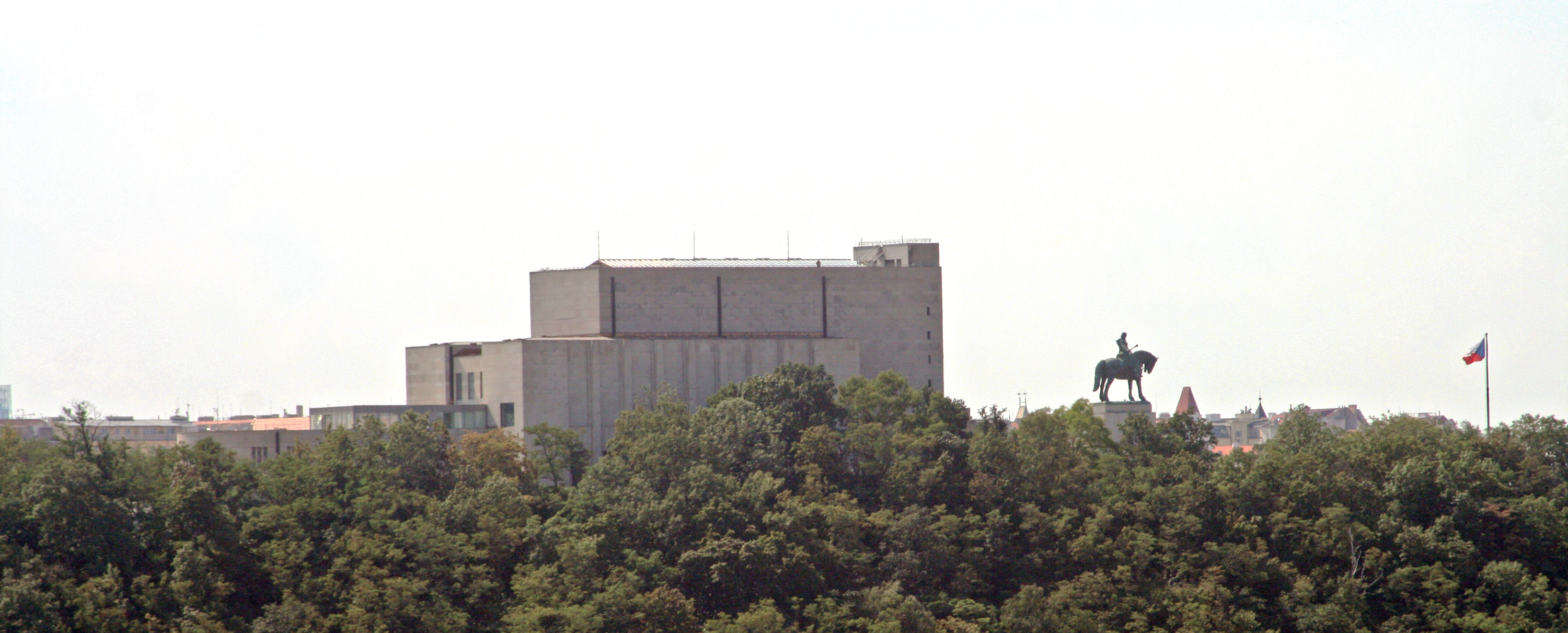
Fernansicht des Nationaldenkmals

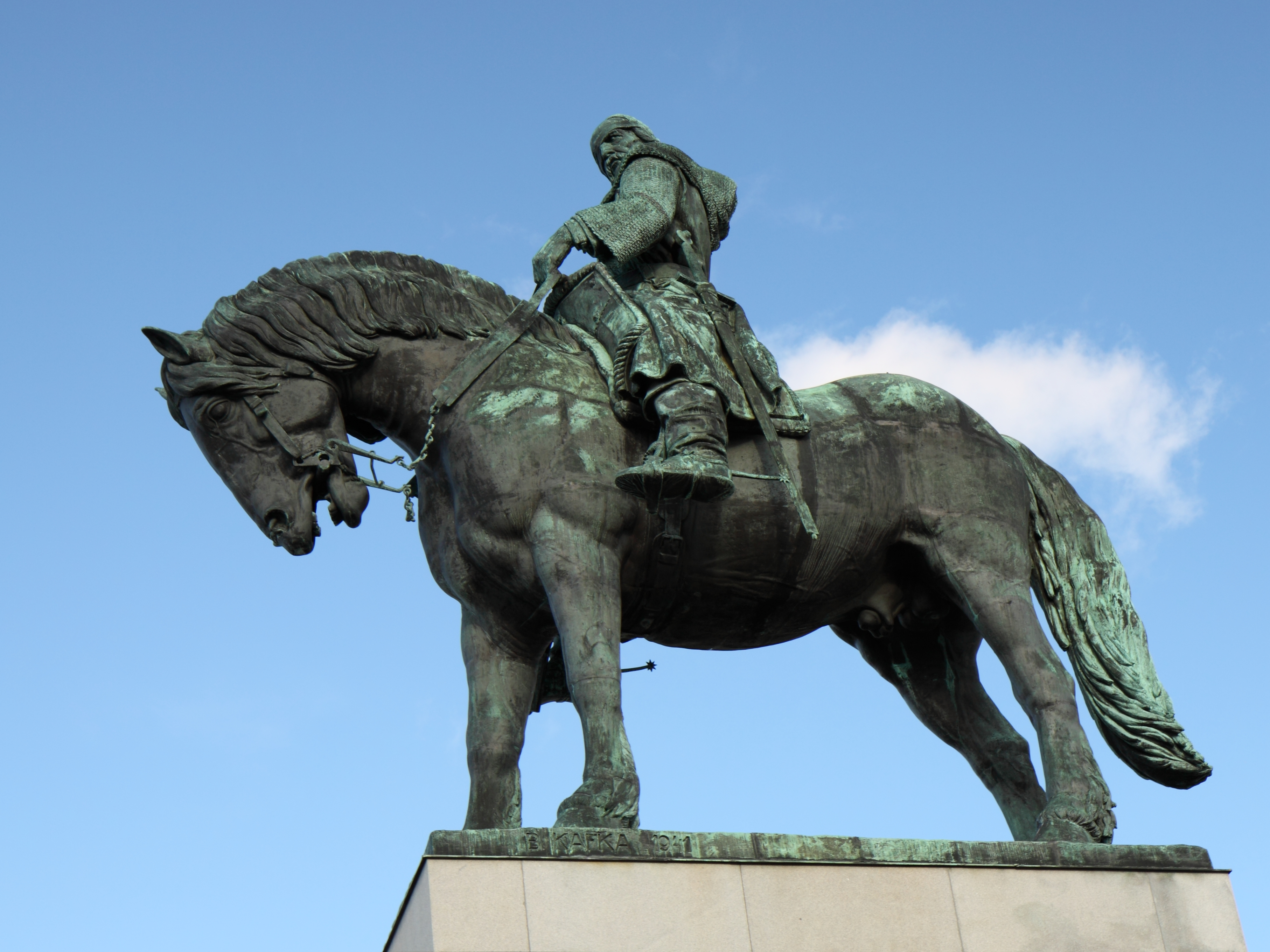
Das 9 Meter hohe Reiterstandbild

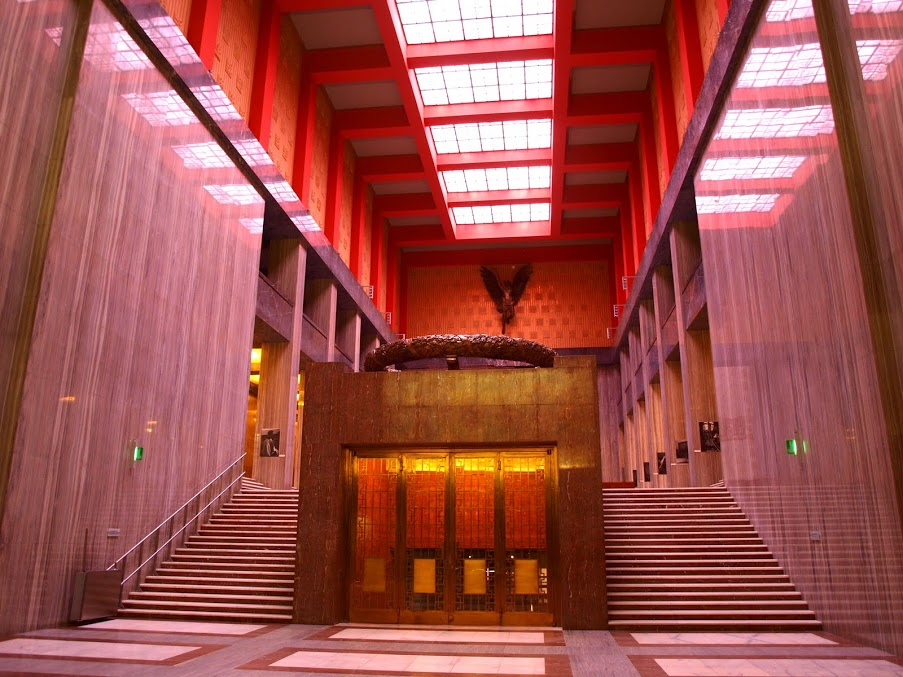
Innenansicht der Halle

Die Idee zum Žižka-Denkmal auf dem Veitsberg im – ebenfalls nach Žižka benannten – Stadtteil Žižkov entstand schon 1877. Der Baubeschluss wurde 1882 gefasst. 1907 wurde dafür ein Grundstück von der Stadt Prag kostenlos zur Verfügung gestellt, 1928 mit dem Bau begonnen.
1931 wurde die Reiterstatue Jan Žižkas aufgestellt, ein Werk des Bildhauers Bohumil Kafka und eines der größten bronzenen Reiterdenkmäler Europas. Eine für 1938 geplante große Einweihungsfeier fiel wegen des Münchner Abkommens aus, sodass die Anlage erst nach dem Zweiten Weltkrieg unter dem kommunistischen Regime der Tschechoslowakei fertiggestellt wurde.

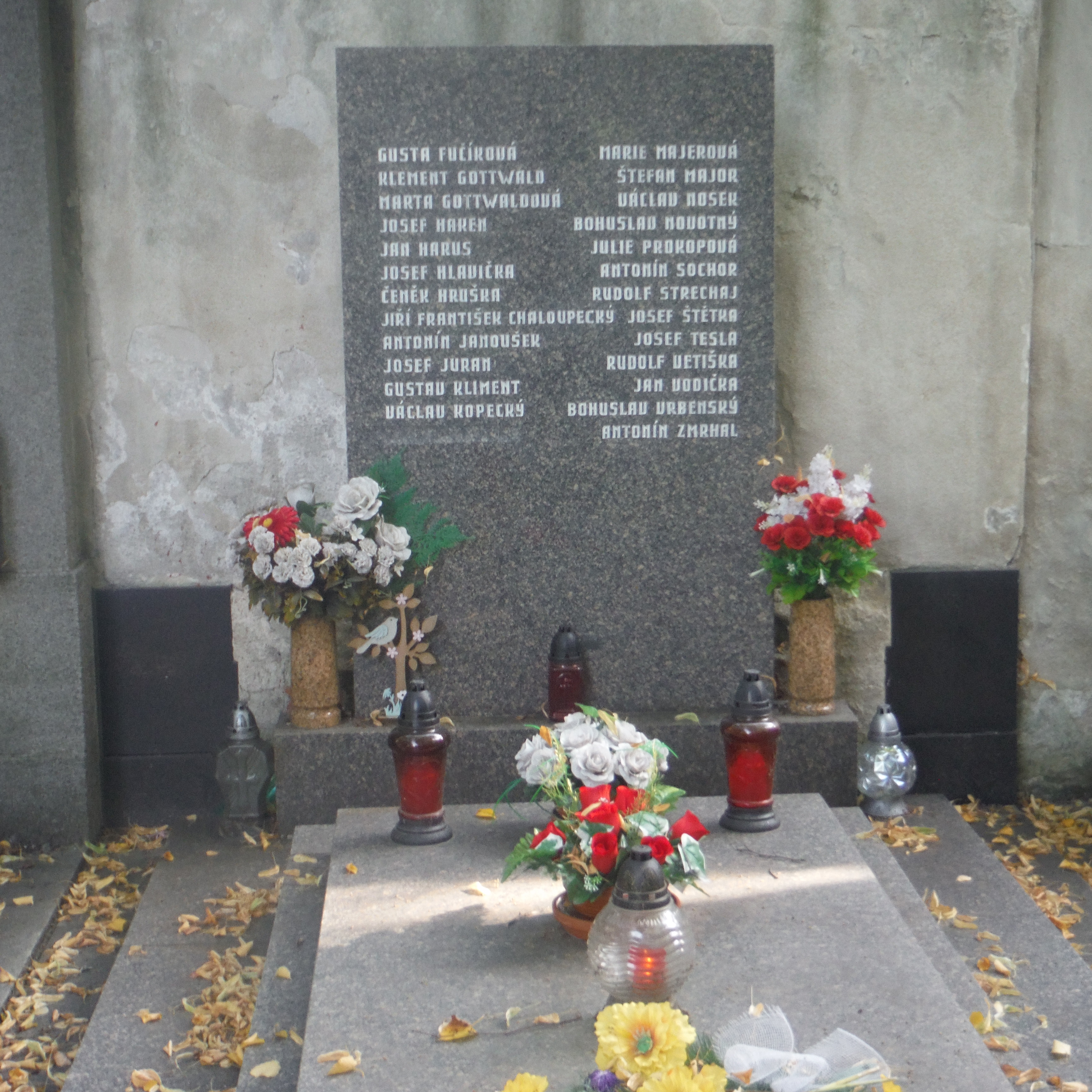
Sammelgrab in den Olšany-Friedhöfen mit den Urnen von Klement Gottwald sowie weiterer kommunistischer Politiker, welche ursprünglich im Nationaldenkmal am Veitsberg bestattet waren

Das Denkmal wurde schließlich am 14. Juli 1950 eingeweiht. Auch wurde der Vítkov zu Žižkas Ehren in Vrch Žižkov umbenannt. Jedoch missbrauchten die stalinistischen Machthaber der Nachkriegszeit den ursprünglichen Gedanken des Nationaldenkmals und richteten dort eine Gedenkstätte für ausgewählte verstorbene Mitglieder der Tschechoslowakischen Kommunistischen Partei ein. So ließen sie den 1953 verstorbenen Staatschef Klement Gottwald einbalsamieren und beim Nationaldenkmal in einem Mausoleum beisetzen. Gottwalds Leiche wurde 1962 kremiert. Die Urne Klement Gottwalds sowie die Urnen weiterer Kommunisten (Gusta Fučiková, Marta Gottwaldová, Josef Haken, Jan Harus, Josef Hlavicka, Čeněk Hruška, Jiří František Chaloupecký, Antonín Janoušek, Josef Juran, Augustin Kliment, Václav Kopecký, Marie Majerová, Stefan Major, Václav Nosek, Bohuslav Novotný, Julie Prokopová, Antonín Sochor, Rudolf Strechaj, Josef Tesla, Rudolf Vetiska, Jan Vodička, Bohuslav Vrbenský und Antonín Zmrhal) wurden bis 1990 im Nationaldenkmal am Veitsberg aufbewahrt. Nach der Samtenen Revolution wurden sie schließlich aus dem Mausoleum entfernt und in einem Sammelgrab in den Olšany-Friedhöfen bestattet.
Heute befinden sich im Gebäude geschichtliche Ausstellungen des Nationalmuseums.

## Grab des Unbekannten Soldaten
Im Inneren des Nationaldenkmals befindet sich auch das Grab des unbekannten Soldaten des tschechischen Volkes mit einer Gedenkstätte für die Gefallenen. 2006 wurden die Urnen von Alois Eliáš und seiner Ehefrau Jaroslava feierlich im Nationaldenkmal beigesetzt.